# Hrob Neznámého vojína

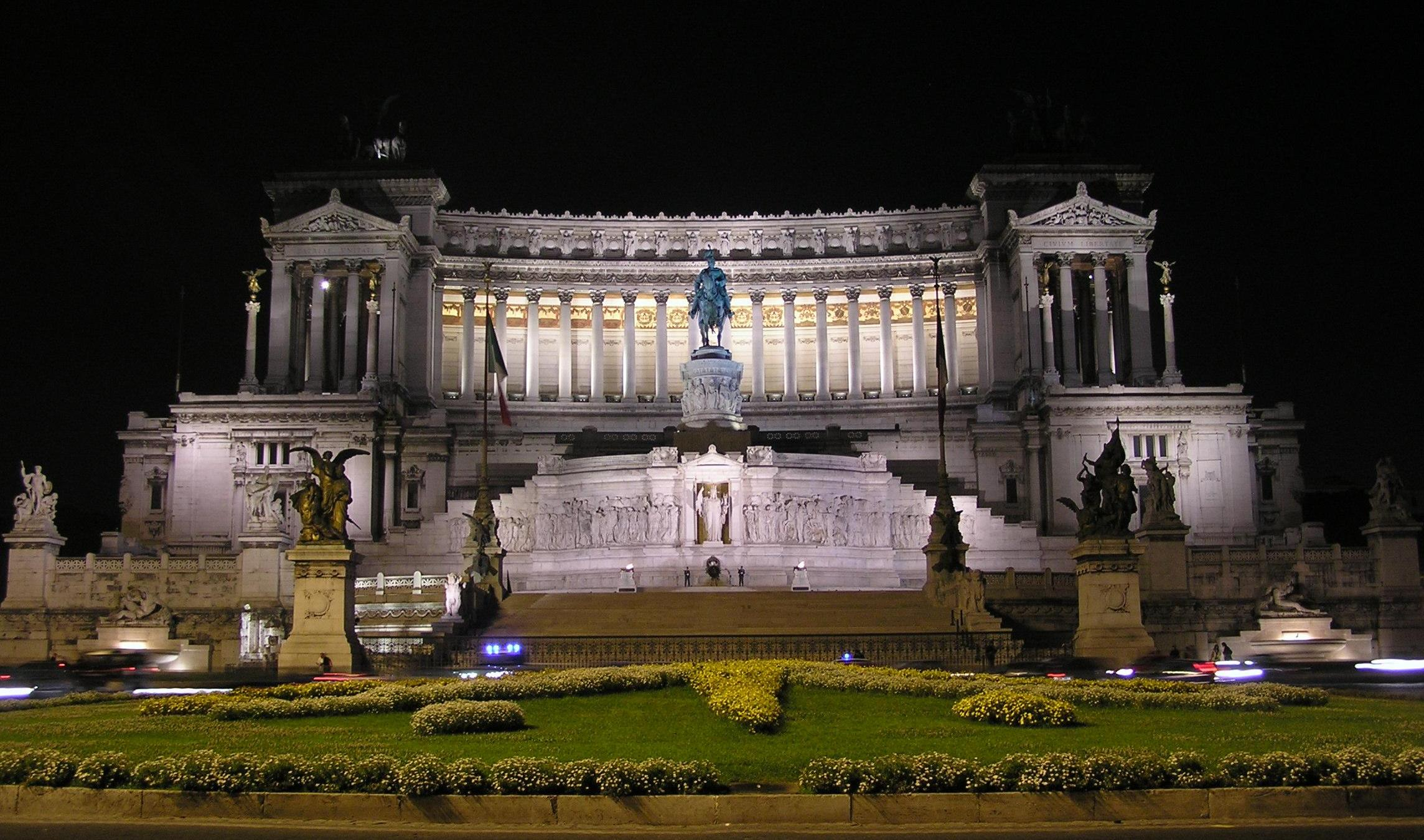
Hrob neznámého vojína v Římě.

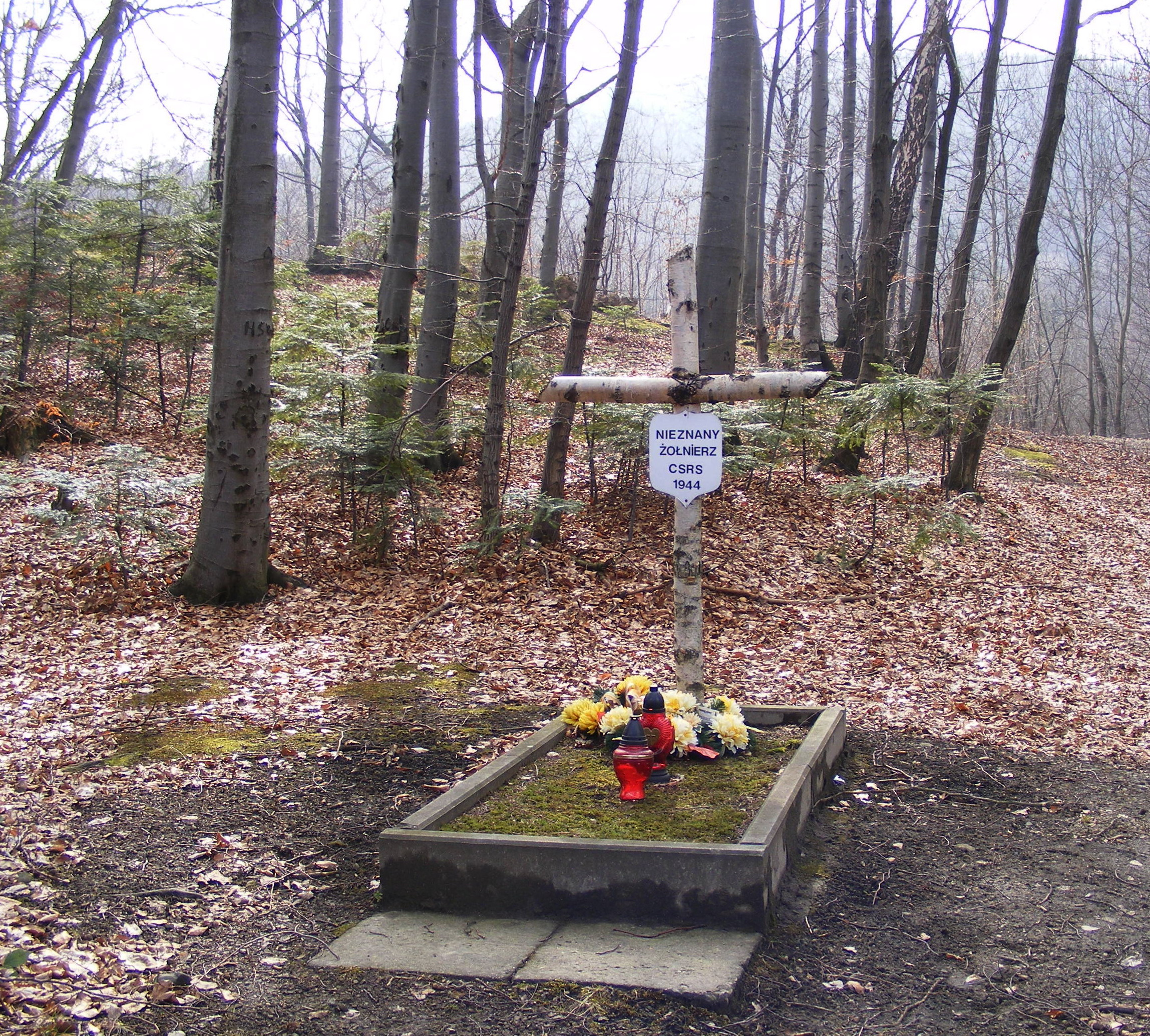
Skutečný hrob neznámého vojáka, který padl v roce 1944 během Karpatsko-dukelské operace

Hrob neznámého vojína je pocta všem vojákům, kteří ve válce padli bezejmenní, protože se je nepodařilo identifikovat.

## Počátek tradice
Moderní tradice začala po první světové válce, při druhém výročí příměří z Compiègne 11. listopadu 1920, kdy byli ostatky uloženy do hrobu neznámého vojína v Paříži a hrobu neznámého vojína v Londýně.
V Británii Komise pro válečné hřbitovy (Commonwealth War Graves Commission) měla za úkol na bývalé západní frontě exhumovat, identifikovat a znovu pohřbít četné tělesné pozůstatky padlých vojáků. Protože identifikace byla často nemožná, členové komise sir Fabian Ware (předseda) a podplukovník Henry Williams se rozhodli prosadit záměr převézt ostatky jednoho neidentifikovaného vojáka do Británie. Jeho hrob pak měl sloužit jako poutní místo pro pozůstalé, kteří nevědí, kde leží hrob jejich blízkého. Francouzským torpédoborcem Verdun byl do Británie převezen jeden mrtvý neznámý voják, uložen do rakve z dubu z královského paláce v Hampton Court Palace. Hrob se nachází symbolicky ve Westminterském opatství, kde jsou pohřbeny významné osobnosti britských dějin.
Souběžně proběhl stejný obřad v Paříži. Tam se hrob nachází pod Vítězným obloukem.

## Československo
Ostatky neznámého československého vojína byly uloženy 1. července 1922 na Staroměstské radnici. Šlo o ostatky ze hřbitova u Zborova. Hrob byl odstraněn roku 1941 na rozkaz K. H. Franka. Ostatky neznámého vojína byly zpopelněny a jejich stopa končí v Terezíně. Po druhé světové válce byl hrob neznámého vojína umístěn v Národním památníku na Vítkově a namísto zamýšleného zborovského padlého byly do něj uloženy ostatky padlého na Dukle. Od 8. května 2010 jsou v hrobu neznámého vojína uloženy také nově exhumované ostatky jednoho ze zborovských padlých.

## Neznámý vojín v umění
Motiv neznámého vojína se objevuje v umění jako symbol obyčejného života zmařeného válkou (The Doors, Roy Harper, …). V češtině je nejznámější Píseň Neznámého vojína Karla Kryla.